# Oziek-Suat
Oziek-Suat (ros. Озек-Суат) – wieś w Rosji, w Kraju Stawropolskim, w rejonie nieftiekumskim. W 2010 liczyła 2198 mieszkańców, głównie Turkmenów.